# 第51回ダヴィッド・ディ・ドナテッロ賞
第51回ダヴィッド・ディ・ドナテッロ賞（だい51かいダヴィッド・ディ・ドナテッロしょう）の授賞式は、2006年4月21日にローマで行われた。

ノミネートは2006年4月4日に発表された。『夫婦の危機』と『野良犬たちの掟』が最多14件のノミネートを獲得し、『野良犬たちの掟』が最多8部門で受賞した。
また、賞の創設50周年を記念して、主要な8部門で8名に特別賞が授与された。

## 受賞とノミネート一覧
太字が受賞者。

### 作品賞
- 夫婦の危機 Il caimano[1]（監督：ナンニ・モレッティ）
- わが人生最良の敵 Il mio miglior nemico[2]（監督：カルロ・ヴェルドーネ）
- Notte prima degli esami（監督：ファウスト・ブリッツィ）
- 野良犬たちの掟 Romanzo criminale[3]（監督：ミケーレ・プラチド）
- La terra（監督：セルジオ・ルビーニ）

### 監督賞
- ナンニ・モレッティ（『夫婦の危機』）
- アントニオ・カプアーノ（『La guerra di Mario』）
- ミケーレ・プラチド（『野良犬たちの掟』）
- セルジオ・ルビーニ（『La terra』）
- カルロ・ヴェルドーネ（『わが人生最良の敵』）

### 新人監督賞
- ファウスト・ブリッツィ（『Notte prima degli esami』）
- ヴィットリオ・モローニ（『Tu devi essere il lupo』）
- フランチェスコ・ムンズィ（『Saimir』）
- ファウスト・パラヴィディーノ（『Texas』）
- ステファノ・パゼット（『Tartarughe sul dorso』）

### 脚本賞
- ステファノ・ルッリ、サンドロ・ペトラリア、ジャンカルロ・デ・カタルド、ミケーレ・プラチド（『野良犬たちの掟』）
- ナンニ・モレッティ、フランチェスコ・ピッコロ、フェデリーカ・ポントレモーリ（『夫婦の危機』）
- シルヴィオ・ムッチーノ、パスクァーレ・プラスティーノ、シルヴィア・ランファーニ、カルロ・ヴェルドーネ（『わが人生最良の敵』）
- ファウスト・ブリッツィ、マッシミリアーノ・ブルーノ、マルコ・マルターニ（『Notte prima degli esami』）
- アンジェロ・パスクイーニ、カルラ・カヴァッルッツィ、セルジオ・ルビーニ（『La terra』）

### プロデューサー賞
- アンジェロ・バルバガッロ、ナンニ・モレッティ（Sacher Film）（『夫婦の危機』）
- ドメニコ・プロカッチ、ニコラ・ジュリアーノ、フランチェスカ・チーマ（『La guerra di Mario』）
- アウレリオ・デ・ラウレンティス（『わが人生最良の敵』）
- フルヴィオ＆フェデリーカ・ルチザーノ（イタリアン・インターナショナル・フィルム）、ジャナンドレア・ペコレッリ（Aurora Film e TV、Rai Cinema）（『Notte prima degli esami』）
- リッカルド・トッツィ、ジョヴァンニ・スタビリーニ、マルコ・キメンツ（『野良犬たちの掟』）

### 主演女優賞
- ヴァレリア・ゴリーノ（『La guerra di Mario』）
- マルゲリータ・ブイ（『夫婦の危機』）
- クリスティアーナ・カポトンディ（『Notte prima degli esami』）
- ジョヴァンナ・メッツォジョルノ（『心の中の獣』[4]）
- アナ・カテリーナ・モラリウ（『わが人生最良の敵』）

### 主演男優賞
- シルヴィオ・オルランド（『夫婦の危機』）
- アントニオ・アルバネーゼ（『二度目の結婚』[4]）
- ファブリッツィオ・ベンティヴォリオ（『La terra』）
- キム・ロッシ・スチュアート（『野良犬たちの掟』）
- カルロ・ヴェルドーネ（『わが人生最良の敵』）

### 助演女優賞
- アンジェラ・フィノッキアーロ（『心の中の獣』）
- イザベッラ・フェラーリ（『グッバイ・キス　裏切りの銃弾』）
- マリーザ・メルリーニ（『二度目の結婚』）
- ステファニア・ロッカ（『心の中の獣』）
- ジャスミン・トリンカ（『夫婦の危機』）

### 助演男優賞
- ピエルフランチェスコ・ファヴィーノ（『野良犬たちの掟』）
- ジョルジョ・ファレッティ（『Notte prima degli esami』）
- ネーリ・マルコレ（『二度目の結婚』）
- ナンニ・モレッティ（『夫婦の危機』）
- セルジオ・ルビーニ（『La terra』）

### 撮影監督賞
- ルカ・ビガッツィ（『野良犬たちの掟』）
- アルナルド・カティナーリ（『夫婦の危機』）
- ファビオ・チャンケッティ（『La terra』）
- ダニーロ・デジデーリ（『わが人生最良の敵』）
- マルチェッロ・モンタルシ（『Notte prima degli esami』）

### 作曲賞
- フランコ・ピエルサンティ（『夫婦の危機』）
- ゴラン・ブレゴヴィッチ（『哀しみの日々』[4]）
- パオロ・ブォンヴィーノ（『野良犬たちの掟』）
- ネグラマーロ（ファビオ・バローヴェロ、シモーネ・ファブローニ、ロイ・パーチ、ルイ・シチリアーノ）（『マリオの生きる道』）
- ブルーノ・ザンブリーニ（『Notte prima degli esami』）

### オリジナル歌曲賞
- Insieme a te non ci sto più - 作：カテリーナ・カゼッリ（『グッバイ・キス　裏切りの銃弾』）
- Forever Blues - 作：リーノ・パトゥルノ（『Forever Blues』）
- I giorni dell'abbandono - 作：ゴラン・ブレゴヴィッチ（『哀しみの日々』）
- Solo per te - 作：ジュリアーノ・サンジョルジ（『マリオの生きる道』[4]）
- You Can Never Hold Back Spring - 作：トム・ウェイツ、キャスリーン・ブレナン（『人生は、奇跡の詩』）

### 美術賞
- パオラ・コメンチーニ（『野良犬たちの掟』）
- ジャンカルロ・バジーリ（『夫婦の危機』）
- アンドレア・クリザンティ（『グッバイ・キス　裏切りの銃弾』）
- カルロ・デ・マリーノ（『Fuoco su di me』）
- マウリツィオ・マルキテッリ（『わが人生最良の敵』）

### 衣装デザイン賞
- ニコレッタ・タランタ（『野良犬たちの掟』）
- フランチェスコ・クリヴェッリーニ（『二度目の結婚』）
- アンナリーザ・ジャッチ（『Fuoco su di me』）
- タチアナ・ロマノフ（『わが人生最良の敵』）
- リーナ・ネルリ・タヴィアーニ（『夫婦の危機』）

### 編集賞
- エスメラルダ・カラブリア（『野良犬たちの掟』）
- オズヴァルド・バルジェーロ（『マリオの生きる道』）
- クラウディオ・ディ・マウロ（『わが人生最良の敵』）
- ルチアーナ・パンドルフェッリ（『Notte prima degli esami』）
- チェチーリア・ザヌーゾ（『心の中の獣』）

### 録音賞
- アレッサンドロ・ザノン（『夫婦の危機』）
- ベニート・アルキメデ、マウリツィオ・グラッシ（『Notte prima degli esami』）
- ガエターノ・カリート（『わが人生最良の敵』）
- マリオ・イアクオーネ（『野良犬たちの掟』）
- ブルーノ・プッパロ（『心の中の獣』）

### 特殊視覚効果賞
- Proxima（『野良犬たちの掟』）
- フランチェスコ・サベッリ（RSG Effetti speciali）（『心の中の獣』）
- EDI（『マリオの生きる道』）
- グイド・パッパダ（『Fuoco su di me』）
- シモーネ・シルヴェストリ（『Piano 17』）
- UBIK（『人生は、奇跡の詩』）

### 長編ドキュメンタリー賞
- Il bravo gatto prende i topi（監督：フランチェスコ・コンヴェルサーノ、ネネ・グリニャッフィーニ）
- In un altro paese（監督：マルコ・トゥルコ）
- L'isola di Calvino（監督：ロベルト・ジャンナレッリ）
- Piccolo Sole - Vita e morte di Henri Crolla（監督：ニーノ・ビッツァーリ）
- Primavera in Kurdistan（監督：ステファノ・サヴォーナ）
- Volevo solo vivere（監督：ミンモ・カロプレスティ）

### 短編映画賞
- 癒しがたき愛 Un inguaribile amore[2]（監督：ジョバンニ・コヴィニ）
- Codice a sbarre（監督：イヴァーノ・デ・マッテオ）
- Dentro Roma（監督：フランチェスコ・コスタービレ）
- Tanalibera tutti（監督：ヴィート・パルミエーリ）
- ザカリア Zakaria[2]（監督：ジャンルーカ＆マッシミリアーノ・デ・セリオ）

### EU映画賞
- マッチポイント（監督：ウディ・アレン）
- ある子供（監督：ジャン＝ピエール＆リュック・ダルデンヌ）
- ヘンダーソン夫人の贈り物（監督：スティーブン・フリアーズ）
- 皇帝ペンギン（監督：リュック・ジャケ）
- 隠された記憶（監督：ミヒャエル・ハネケ）

### 外国映画賞
- クラッシュ（監督：ポール・ハギス）
- ヒストリー・オブ・バイオレンス（監督：デヴィッド・クローネンバーグ）
- グッドナイト＆グッドラック（監督：ジョージ・クルーニー）
- ブロークバック・マウンテン（監督：アン・リー）
- ツォツィ（監督：ギャヴィン・フッド）

### トリノ・ピエモンテ・フィルム・コミッション賞
- La guerra di Mario（監督：アントニオ・カプアーノ）
- 夫婦の危機（監督：ナンニ・モレッティ）
- 13歳の夏に僕は生まれた（監督：マルコ・トゥリオ・ジョルダーナ）
- Saimir（監督：フランチェスコ・ムンズィ）
- La terra（監督：セルジオ・ルビーニ）

### ヤング・ダヴィッド賞
- 野良犬たちの掟（監督：ミケーレ・プラチド）
- 心の中の獣（監督：クリスティーナ・コメンチーニ）
- Mai + come prima（監督：ジャコモ・カンピオッティ）
- わが人生最良の敵（監督：カルロ・ヴェルドーネ）
- Notte prima degli esami（監督：ファウスト・ブリッツィ）

### ダヴィッド50周年記念賞
- ジーナ・ロロブリジーダ[5]（俳優部門）
- ピエロ・トージ（衣装デザイナー部門）
- ジュゼッペ・ロトゥンノ（撮影監督部門）
- エンニオ・モリコーネ（作曲家部門）
- ディノ・デ・ラウレンティス（プロデューサー部門）
- フランチェスコ・ロージ（監督部門）
- スーゾ・チェッキ・ダミーコ（脚本家部門）
- マリオ・ガルブリア（舞台美術家部門）